# Eleuterokok kolczasty
Eleuterokok kolczasty (Eleutherococcus senticosus Maxim.) – gatunek rośliny należący do rodziny araliowatych (Araliaceae). Obszar występowania obejmuje rejon Władywostoku i Chabarowska w Rosji, północno-wschodnie Chiny, Sachalin, Japonię i część Korei.

## Morfologia
KorzeńKłącze jest sękate, kształtu nieregularnego walca o średnicy od 1,5 do 4 cm. Powierzchnia chropowata, podłużnie pomarszczona i szarawobrunatna do czerwonawobrunatnej. Kora o grubości około 2 mm, ściśle przylegająca do drewna. Twardziel jest jasnobrunatna a biel jest jasnożółta. Przełam wykazuje krótkie, cienkie włókna w korze i jest grubo włóknisty, szczególnie w wewnętrznej części drewna. Na dolnej powierzchni występują liczne walcowate i sękate korzenie o długości od 3,5 do 15 cm i średnicy 0,3–1,5 cm. Mają gładką, szarawobrunatną do czerwonawobrunatnej powierzchnię. Kora jest grubości około 0,5 mm i ściśle przylega do jasnożółtego ksylemu. Przełam jest nieco włóknisty. W miejscach, gdzie zewnętrzna warstwa została usunięta, powierzchnia zewnętrzna jest żółtawobrunatna.

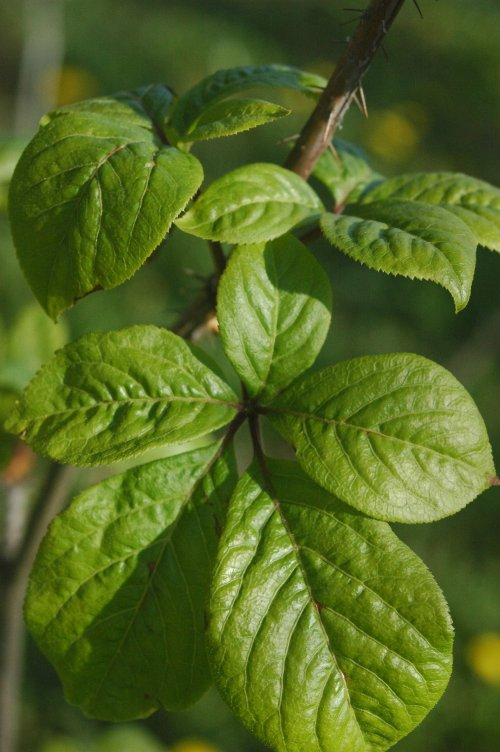
liście
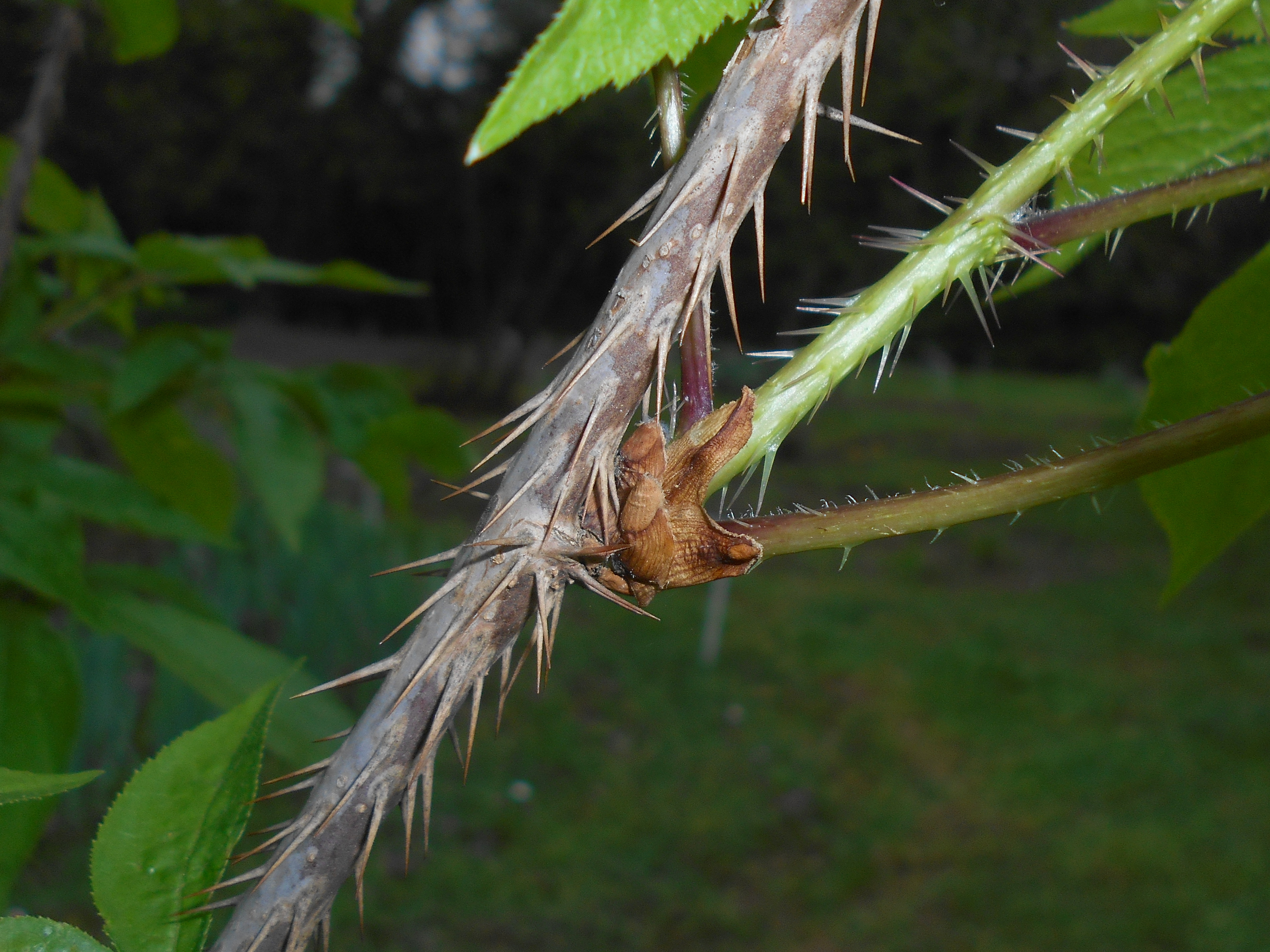
łodyga pokryta kolcami
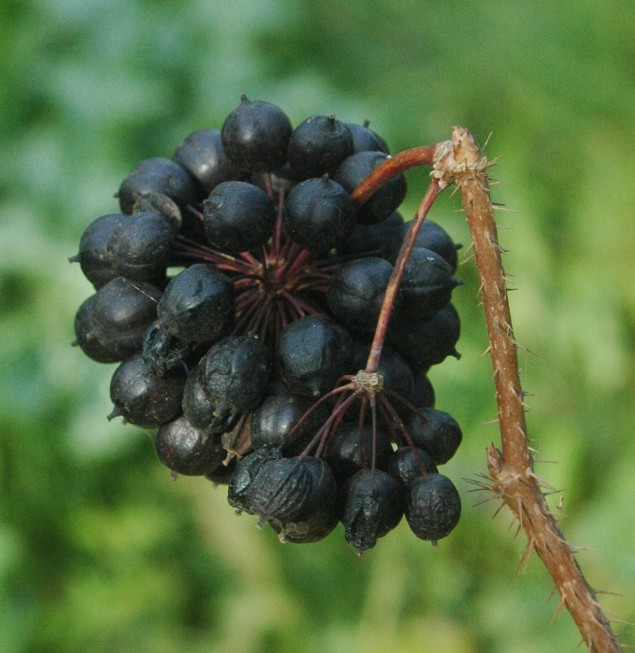
owoce

## Zastosowania

### Roślina lecznicza
Surowiec zielarskiKorzeń eleuterokoka (Eleutherococci radix) – wysuszone, całe lub rozdrobnione podziemne narządy o zawartości minimum 0,08% sumy eleuterozydu B i eleuterozydu E.